# Goshi Okubo
Goshi Okubo (大久保 剛志 Okubo Goshi?), född 14 juni 1986 i Miyagi prefektur, är en japansk fotbollsspelare.
Okubo började sin karriär 2005 i Vegalta Sendai. Efter Vegalta Sendai spelade han för Sony Sendai FC, Montedio Yamagata, Bangkok Glass FC, PTT Rayong FC och Kyoto Sanga FC.